# Ersfjordbotn
Ersfjordbotn este o localitate din comuna Tromsø, provincia Troms, Norvegia, cu o suprafață de 0,32 km² și o populație de 460 locuitori (2013).